# Acetyl-CoA-Acetyltransferase
Acetyl-CoA-Acetyltransferase (ACAT) (auch: 3-Ketothiolase oder Thiolase II) heißen Enzyme, die die Acetylierung von Acetyl-Coenzym A und die Umkehrreaktion katalysieren. Diese Reaktionen sind zum Auf- und Abbau von Ketokörpern notwendig, aber auch in der Biosynthese der Steroide und beim Abbau mancher Aminosäuren. ACAT kommt in allen Lebewesen, und in Eukaryoten in zwei Kopien vor, einer im Zytosol (ACAT2) und einer in den Mitochondrien (ACAT1). Defekte im ACAT1-Gen sind wahrscheinlich mit einer seltenen Stoffwechselkrankheit assoziiert, dem Beta-Ketothiolase-Mangel.
ACAT1-Varianten waren in einer chinesischen Studie mit veränderten LDL- und nHDL-Cholesterin-Werten assoziiert. Eine ähnliche Beobachtung wurde zuvor in einer japanischen Studie gemacht. ACAT in Macrophagen scheint allerdings eine wichtige Rolle bei der Kontrolle der Lipide in Schaumzellen zu spielen.

## Katalysiertes Gleichgewicht
2  ⇔ CoA-SH + 
Zwei Moleküle Acetyl-CoA werden zu Coenzym A und Acetoacetyl-CoA umgesetzt und umgekehrt.